# Zec de Kipawa
Pour les articles homonymes, voir Kipawa.
La zec de Kipawa est une zone d'exploitation contrôlée (zec), située dans le territoire non organisé Les Lacs-du-Témiscamingue, dans la municipalité régionale de comté (MRC) Témiscamingue, dans la région administrative de l'Abitibi-Témiscamingue, au Québec, au Canada. Annuellement, les activités de plein air sur la zec sont intenses de mai à octobre, avec le camping, les randonnées en VTT, la chasse, la pêche et la marche dans les sentiers de forêt. La mission de la zec vise notamment la protection de la flore et de la faune.

## Géographie
Situé au cœur du Témiscamingue, la zec de Kipawa s'avère la plus vaste zone d'exploitation contrôlée (zec) du Québec avec une superficie de 2 397 km2. Cette zone d'exploitation contrôlée compte 750 lacs dont plusieurs sont exploités pour la pêche sportive.
La zec de Kipawa est connexe sur son côté est à la Réserve faunique La Vérendrye; et connexe sur son côté sud à la zec Restigo. Les principaux monts de la zec sont situés dans les environs du Lac Kikwissi: Mont Wakwik (331 m), Montagne du Trappeur (360 m) et Montagne à René (405 m). Les principaux lacs de la zec dont: Ostaboningue, Kikwissi, Saseginaga, McLachlin, Ogascaname, Lac des Loups, Lac aux Foins, Algonquin et Lescot. Les principales rivières de la zec sont: Kipawa, rivière du Pin Blanc (rivière Kipawa), aux écorces, ruisseau Brazeau et ruisseau Seirs.
Les chemins principaux d'accès à la zec comportent plusieurs routes secondaires et des sentiers pour VTT. Néanmoins, la zec compte encore de vastes secteurs sauvages qui méritent d'être découverts par les visiteurs à cause de leurs panoramas exceptionnels. 
Les postes d'accueil de la zec de Kipawa ouvrent à partir de la fête de la reine (en mai) et ferment vers la fin de la chasse de l'orignal à la carabine (en octobre). Les utilisateurs peuvent accéder au ZEC de Kipawa par Val-d'Or (chemin Baie Carrière), par Témiscaming (chemin 819), par Belleterre et par Béarn (chemin 814). Le poste d'accueil principal qui a été installé en 2014, est situé à la sortie de la municipalité de Béarn. Les bureaux administratifs de la zec y sont aménagés.

## Toponymie
L'appellation de la zec s'associe à celle de la municipalité, du bureau de poste, de la baie, du barrage, de la gare, des chemins, du chenal, du lac, de la rivière et de la forêt portant le même nom. 
La désignation « Kipawa » identifiait à priori le territoire du bassin hydrographique du lac Kipawa, au Témiscamingue. Puis plusieurs autres toponymes de ce secteur dérivent de l'appellation originale. Un bureau de poste a ouvert en 1878 et une gare signalée en 1916 par James White sous les dénominations anglaises « Kipawa Station » et « Kipawa Junction ».
Depuis 1985, le terme Kipawa désigne également une municipalité, près de Témiscaming, au nord-est de laquelle elle se situe. Localité habitée d'abord par des Algonquins et établie sur les rives du lac Kipawa, à proximité du ruisseau Gordon, face à la baie des Anglais, Le terme "Kipawa" signifie en algonquin, "c'est fermé". Selon le missionnaire oblat Joseph-Étienne Guinard, le lac Kipawa « à cause de ses longues baies, ressemble du haut des airs à une araignée. On s'égare facilement sur ses eaux, on prend les baies pour des rivières, on s'y engage et la déception nous attend. C'est fermé! Kipaw! » Ce territoire privilégié jouxte une réserve, récemment devenue une zone d'exploitation contrôlée (zec) de plus de 4 600 km2, située à très peu de distance de la réserve indienne de Kebaowek.
Les habitants de cette municipalité possèdent à la fois un gentilé en français, Kipawais, et en algonquin, Kipawawini, peuple du lac fermé.
Le territoire de la zec était jadis parcouru par les Algonquins du Témiscamingue. Ainsi, plusieurs toponymes de lacs sont évocateurs de leur présence: Ostaboningue, Saseginaga, Ogascanane, Kikwissi, des Loups...
Le toponyme "Zec de Kipawa" a été officialisé le 6 septembre 1989 à la Banque des noms de lieux de la Commission de toponymie du Québec.

## Chasse et pêche
Le gibier est abondant dans ce vaste territoire. Les espèces contingentés pour la chasse sont l'orignal, l'ours noir, la gélinotte, le tétras et le lièvre. Sur le territoire de la zec, la chasse est contigentée notamment selon les espèces, les périodes, le type d'engin de chasse, le sexe de la bête (orignaux).
Les principales espèces de poisson qui habitent dans ses lacs et rivières, sont: brochet, doré, omble de fontaine et le touladi. La zec compte neuf lacs disponibles pour la pêche blanche en hiver: lac du Club, lac Diamants, lac des Îles, lac Line, lac McNorton, Petit lac Moose, lac Sheen et lac Wabacouche. Outre la pêche et la chasse, les amateurs de plein air peuvent y pratiquer plusieurs activités notamment parcourir cinq circuits de canot-camping de niveau débutants à aventuriers. La zec offre aux utilisateurs plusieurs terrains de camping semi-aménagés et rustiques (sauvages).
Le territoire de la zec est desservi par sept pourvoyeurs avec services (hébergement, embarcations, moteurs). Il est possible d’y pratiquer notamment le canot-camping, louer des canots et des kayaks. Le sentier pédestre Kipawa-TeeLake s'étend sur deux kilomètres; le point de départ est au poste d’accueil de la Zec de Kipawa, au kilomètre 35 dans le chemin de pénétration (chemin forestier) en partant de Béarn.

## Circuits de canot-camping
Les principaux circuits de canot-camping offerts par la zec de Kipawa sont:
Circuit Des Aventuriers: ce trajet en boucle de 190 kilomètres et de 11 portages combine les eaux calmes et historiques du parcours Tuk Tuk TUK et les eaux vives de la rivière Kipawa. De l’histoire algonquine de Hunter's point jusqu'aux tombeaux des âmes de draveurs ayant perdu la vie dans les rapides de la rivière Kipawa. L’accès au parcours est par Béarn. Le trajet donne accès à une section de la rivière Kipawa. Le circuit peut être segmenté en partant de Hunter Point. Parcourir l’itinéraire prend de 12 à 14 jours.
Circuit Cigarette: ce parcours en boucle a été nommé ainsi selon la forme d’un des lacs le long du parcours. Cette route offre une grande variété de lacs, de marais, de sources et de plages à explorer. Le lac Ogascanane offre d’innombrables opportunités de se baigner et de profiter des plages de sable blanc d’allure exotique. Le voyage le long du circuit Cigarette permet de découvrir plusieurs attraits différents sur une courte distance. Ce parcours de 31 kilomètres comporte quatre portages. Le circuit se parcourt sur 3 à 4 jours. Une variante autochtone du nom est Micikikanick Sakalkan. Le circuit comprend les lacs des Loups, Ogascanane, Jumeaux, de la Cigarette, Long.
Circuit Tuk Tuk: la majorité de l’histoire de la région de Kipawa est concentrée le long de ce circuit bouclé d’une longueur de 96 kilomètres. Ce  trajet offre de nombreux sites ayant un héritage culturel, mais les paysages diversifiés et les nombreux marais procurent d’excellentes opportunités d'observer la faune sauvage, car la majeure partie du parcours est en milieu isolé. Il faut compter de 4 à 10 jours pour le parcourir. On y trouvera douze portages. Variante autochtone : Sagegawega. Nom du lac de référence : Saseginaga. Composition du parcours : lac Ostaboningue, rivière Ostaboningue, lac Hunter’s Point, rivière Audoin, lac du Bouleau, lac Pommeroy, lac à l’Eau Claire, lacs Saseginaga, Écarté, North, B.L. et rivière Cerise. L’accès est par Béarn. On y trouvera des campings en nombre suffisant.
Circuit Brousse: longueur – 58 kilomètres (en boucle). Il comporte une douzaine de portages stimulants, dont un par-dessus un barrage de castor, afin de relier les lacs et les rivières les plus lointains. Du fjord environnant le lac des Six îles jusqu’aux décors des berges sinueuses de la rivière Cerise, le paysage à lui seul se prête à une expérience mémorable. La durée du circuit : 4-5 jours. Variante autochtone : Kanikotwasotipalkanek Sakalkan. Nom du lac de référence: Six Milles. Composition du parcours: lac Ostaboningue, baie Cooks, lacs Cooks, Robert, des Six Milles, des Six Îles, Sasseginage et retour par la rivière Cerise. Il y en a des rapides et des chutes. L’accès au parcours est par Béarn. Il y existe la possibilité de remonter la rivière Cerise et de faire ce circuit dans le sens inverse de la proposition. On doit compter de 4 à 5 jours pour le trajet.
Circuit l’Échelle: ce circuit de 98 kilomètres bouclés comportant huit portages nous transpose dans le temps de la colonisation et du déboisement avec le vieux chemin de fer longeant le portage jusqu’au lac Pommeroy. Le parcours emprunte une partie du parcours historique du Tuk Tuk pour ensuite se diriger vers des lacs les plus reculés de l’arrière-pays témiscamien. Il y a de belles chutes entre les lacs Pants et l’Échelle. La durée totale est de 7 à 8 jours.